# Геода
Геодите, наречени още скални мехури (на гръцки: γεώδης, земеподобен) са скални геоложки образувания, срещащи се най-често в кухините на магмени и седиментни скали.
Излизат на повърхността, когато тези скали биват разрушени от изветрянето и ерозията. При образуването на магмените и седиментните скали в тях често остават кухини от газови мехури. Впоследствие на това място проникват богати разтвори на вода, съдържаща минерали. По стените на кухината се отлагат концентрични слоеве от миниатюрни минерални кристали. Този процес може да трае милиони години. Всеки слой може да бъде с различен цвят. Ако няма достатъчно разтвор, за да запълни изцяло кухината, в центъра ѝ остава празно пространство.
Формата на скалните мехури може да бъде най-разнообразна, но най-често срещани са сферичните и елипсовидните.

## Местонахождение
В САЩ могат да се срещнат в Индиана, Айова, Мисури, Кентъки и Юта. Често срещани са и в Бразилия, Намибия и Мексико.
В България, ахатови и аметистови геоди се срещат в района на Източните Родопи - Кърджали, Момчилград, Хасково и др.